# Gornja Paklenica
Gornja Paklenica (cyr. Горња Пакленица) – wieś w Bośni i Hercegowinie, w Republice Serbskiej, w mieście Doboj. W 2013 roku liczyła 398 mieszkańców.